# Лохово (Куявсько-Поморське воєводство)
Лохово (пол. Łochowo, нім. Lochau) — село в Польщі, у гміні Біле Блота Бидґозького повіту Куявсько-Поморського воєводства.
Населення — 3414 осіб (2011).

## Демографія
Демографічна структура станом на 31 березня 2011 року:
|          | Загалом | Допрацездатний вік | Працездатний вік | Постпрацездатний вік |
| -------- | ------- | ------------------ | ---------------- | -------------------- |
| Чоловіки | 1700    | 469                | 1161             | 70                   |
| Жінки    | 1714    | 418                | 1086             | 210                  |
| Разом    | 3414    | 887                | 2247             | 280                  |